# Sybra lateralis
Sybra lateralis är en skalbaggsart som beskrevs av Stefan von Breuning 1942. Sybra lateralis ingår i släktet Sybra och familjen långhorningar. Inga underarter finns listade i Catalogue of Life.